# راگن (کلرادو)
راگن (به انگلیسی: Roggen) یک منطقهٔ مسکونی در ایالات متحده آمریکا است که در شهرستان ولد، کلرادو واقع شده‌است. راگن ۱٬۴۳۳ متر بالاتر از سطح دریا واقع شده‌است.